# 丰特诺特
丰特诺特（法語：Fontenotte，法語發音：[fɔ̃tnɔt]）是法国杜省的一个市镇，属于贝桑松区。

## 地理
丰特诺特（47°22'35"N, 6°19'21"E）面积5.65 平方千米，位于法国勃艮第-弗朗什-孔泰大區杜省，该省份为法国东部内陆省份，北起上索恩省，西接汝拉省，东部及东南部与瑞士接壤，东北部与贝尔福地区省接壤。
与丰特诺特接壤的市镇（或旧市镇、城区）包括：韦尔讷、图尔南、博姆莱达姆。

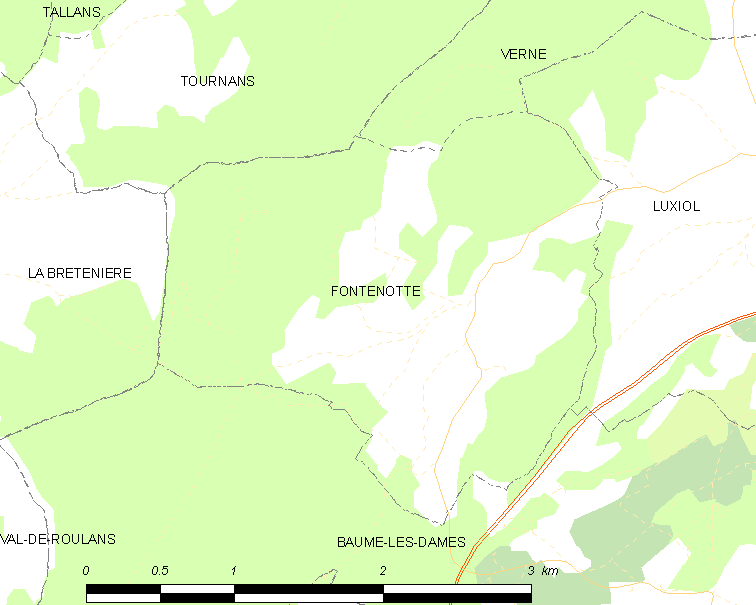
丰特诺特的OSM定位图

丰特诺特的时区为UTC+01:00、UTC+02:00（夏令时）。

## 行政
丰特诺特的邮政编码为25110，INSEE市镇编码为25249。

## 政治
丰特诺特所属的省级选区为博姆莱达姆县。

## 人口

1962-2008年间丰特诺特人口变化图示

丰特诺特于2022年1月1日时的人口数量为63人。